# Huli (pueblo)

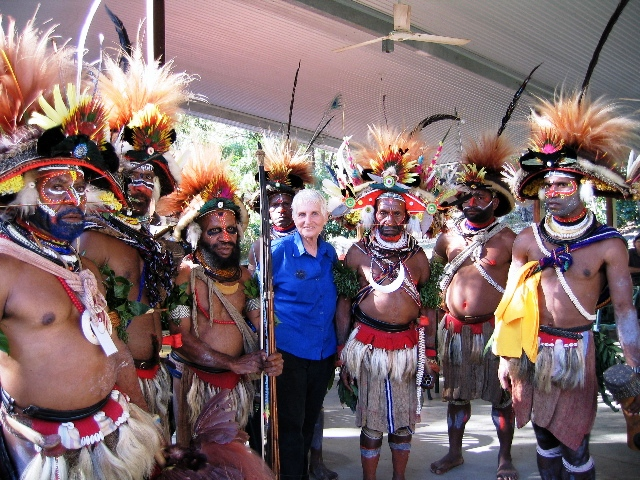
Huli de la tribu Wigmen, Festival de Música de Queensland, Cooktown, Australia, 2005.

Los Huli són un pueblo indígena que vive en la Provincia de Hela, en Papúa Nueva Guinea. Princípalmente hablan Huli y Tok Pisin; muchos conocen también algunas de las lenguas circundantes y algunos de ellos también hablan inglés. Son uno de los grupos culturales más grandes en Papúa Nueva Guinea, con hasta 250,000 habitantes (basado en el censo nacional de 2011).

## Historia
Hay indicios de que el pueblo Huli ha vivido en su región durante muchos miles de años y cuenta con muchas historias orales en relación a individuos y sus clanes.
Eran grandes viajeros debido predominantemente al comercio. Los Huli no fueron conocidos por los europeos hasta Noviembre  de 1934.

## Huli Famosos

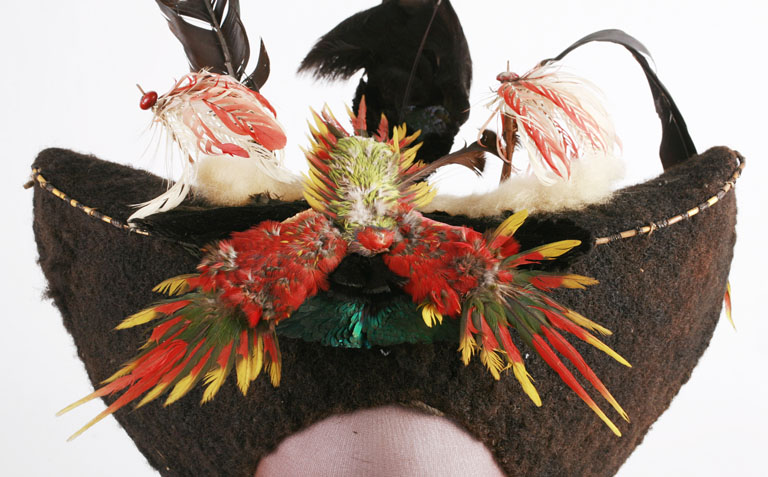
Hombre Huli lleva tocados de batalla elaborados ; la pieza data de aproximadamente 1918-1922. Esta pieza es de la colección del Museo de Los Niños de Indianapolis.

- Mundiya Kepanga
- James Marape